# 布拉德福德 (新罕布什爾州)
布拉德福德（英語：Bradford）是一個位於美國新罕布什爾州梅里馬克縣的鎮。

## 人口
根據2020年美國人口普查的數據，布拉德福德的面積為93.10平方千米，當中陸地面積為91.80平方千米，而水域面積為1.30平方千米。當地共有人口1662人，而人口密度為每平方千米18人。